# Wtorki, czwartki i soboty
Wtorki, czwartki i soboty – polski reportażowy film dokumentalny z 1965 roku w reżyserii Krystyny Gryczełowskiej. Film opowiada o klubie emerytów i rencistów (tzw. Klubie Jowialskich) w Stołecznym Domu Kultury w Warszawie oraz o uczestniczących w nich ludziach, którzy w ten sposób zmagają się z wiekiem i samotnością.

## Nagrody
| Rok  | Festiwal/instytucja        | Nagroda      | Źródła |
| ---- | -------------------------- | ------------ | ------ |
| 1965 | Krakowski Festiwal Filmowy | Srebrny Smok | [ 2 ]  |